# Gonomyia ostentator
Gonomyia ostentator är en tvåvingeart som beskrevs av Alexander 1946. Gonomyia ostentator ingår i släktet Gonomyia och familjen småharkrankar. Inga underarter finns listade i Catalogue of Life.